# Gimnastyka na Letnich Igrzyskach Olimpijskich 2024 – skoki na trampolinie kobiet
Konkurs kobiet w skokach na trampolinie podczas XXXIII Letnich Igrzysk Olimpijskich w Paryżu odbył się w dniu 2 sierpnia 2024. Do rywalizacji przystąpiło 16 sportowców z 13 krajów. Areną zawodów była Bercy Arena. Mistrzynią olimpijską została Brytyjka Bryony Page, wicemistrzynią zawodniczka neutralna Wijaleta Bardziłouska, a brąz zdobyła Kanadyjka Sophiane Méthot.
Był to VII olimpijski konkurs w skokach na trampolinie kobiet.

## Terminarz
| Data            | Godzina rozpoczęcia |              |
| Data            | UTC+09:00           |              |
| --------------- | ------------------- | ------------ |
| 2 sierpnia 2024 | 12:00               | kwalifikacje |
| 2 sierpnia 2024 | 13:50               | finał        |

## System rozgrywek
W kwalifikacjach udział wzięło 16 sportowców, którzy wykonali po dwa układy (drugi występ nie był obowiązkowy), z których o miejscu decydował lepszy wynik. Do finału awansowało 8 najlepszych skoczkiń. Gimnastyczki z miejsc 9 i 10 otrzymywały miejsca rezerwowe.
W finale 8 finalistek wykonało po jednym układzie.

## Rozgrywki

### Kwalifikacje
| Pozycja | Zawodnik              | Państwo                          | Układ obowiązkowy | Układ dowolny | Wynik  | Uwagi |
| ------- | --------------------- | -------------------------------- | ----------------- | ------------- | ------ | ----- |
| 1       | Zhu Xueying           | Chiny                            | 55.950            | 56.720        | 56.720 | Q     |
| 2       | Wijaleta Bardziłouska | Indywidualni sportowcy neutralni | 56.340            | —             | 56.340 | Q     |
| 3       | Hu Yicheng            | Chiny                            | 56.270            | —             | 56.270 | Q     |
| 4       | Anżeła Bładcewa       | Indywidualni sportowcy neutralni | 55.640            | 55.710        | 55.710 | Q     |
| 5       | Bryony Page           | Wielka Brytania                  | 54.970            | 55.620        | 55.620 | Q     |
| 6       | Hikaru Mori           | Japonia                          | 54.890            | 55.150        | 55.150 | Q     |
| 7       | Maddie Davidson       | Nowa Zelandia                    | 54.740            | 53.910        | 54.740 | Q     |
| 8       | Sophiane Méthot       | Kanada                           | 54.640            | 53.160        | 54.640 | Q     |
| 9       | Noemi Romero Rosario  | Hiszpania                        | 17.340            | 54.250        | 54.250 | R1    |
| 10      | Seljan Mahsudova      | Azerbejdżan                      | 42.950            | 53.750        | 53.750 | R2    |
| 11      | Luba Golowina         | Gruzja                           | 53.620            | 53.460        | 53.620 | —     |
| 12      | Léa Labrousse         | Francja                          | 53.220            | 52.990        | 53.220 | —     |
| 13      | Jessica Stevens       | Stany Zjednoczone                | 53.170            | 52.450        | 53.170 | —     |
| 14      | Isabelle Songhurst    | Wielka Brytania                  | 52.920            | 52.840        | 52.920 | —     |
| 15      | Camilla Gomes         | Brazylia                         | 42.920            | 50.580        | 50.580 | —     |
| 16      | Malak Hamza           | Egipt                            | 9.090             | 9.650         | 9.650  | —     |

### Finał
| Pozycja | Zawodnik              | Państwo                          | Trudność | Wykonanie | Czas lotu | Przesunięcie | Łącznie |
| ------- | --------------------- | -------------------------------- | -------- | --------- | --------- | ------------ | ------- |
| złoto   | Bryony Page           | Wielka Brytania                  | 15.000   | 16.400    | 15.580    | 9.500        | 56.480  |
| srebro  | Wijaleta Bardziłouska | Indywidualni sportowcy neutralni | 14.400   | 16.000    | 16.560    | 9.100        | 56.060  |
| brąz    | Sophiane Méthot       | Kanada                           | 15.000   | 15.600    | 15.250    | 9.800        | 55.650  |
| 4       | Zhu Xueying           | Chiny                            | 14.400   | 16.500    | 15.710    | 8.900        | 55.510  |
| 5       | Anżeła Bładcewa       | Indywidualni sportowcy neutralni | 14.400   | 16.000    | 15.420    | 9.200        | 55.020  |
| 6       | Hikaru Mori           | Japonia                          | 15.000   | 15.200    | 15.740    | 8.800        | 54.740  |
| 7       | Maddie Davidson       | Nowa Zelandia                    | 14.000   | 15.100    | 15.930    | 9.200        | 54.230  |
| 8       | Hu Yicheng            | Chiny                            | 3.200    | 3.300     | 3.390     | 1.900        | 11.790  |